# Heimatschutz Slowakei
Slovenská domobrana (německy SS-Heimatschutz Slowakei, zkratkou HS) byla pomocná paramilitární jednotka SS iniciována pro ochranu Němců před narůstající partyzánskou činností na Slovensku.
Návrh ke zřízení podal Franz Karmazin koncem července 1944. Tvořili ji němečtí občané ze Slovenska, kteří se formovali mezi 14. a 19. srpnem pod velením Standartenführera SS Ferdinanda Klugeho velitele dobrovolnické divize (Freiwilligen division). Celkem bylo v náboru v srpnu 8 000 adeptů. Během Slovenského povstání plnila převážně doplňkové úkoly v týlu německých vojsk. Od 12. září se příslušníci společně s POHG a jednotkami Jagdverbande SS Slowakei podíleli na masakrech civilistů a zatčených povstalců. Jejich počet počátkem listopadu 1944 dosáhl společně s POHG asi 20 000. Vybraní adepti byli postupně od září do listopadu zařazováni do nové jednotky SS Edelweiss. 
V lednu 1945 dosáhl jejich počet celkem 41 533 mužů, ale z toho počtu bylo jen 26 633 mužů na slovenském území, zbytek na maďarském území odtrženém Vídeňskou arbitráží. Měli pouze základní výcvik, lehké zbraně a více než dvě třetiny z nich nebyly vůbec ozbrojeny. Byli využíváni převážně ke stavbě opevnění jako jednotky OT (Organisation Todt) a jejich celková bojová hodnota byla po celou dobu její existence velmi nízká. Na jaře 1945 jim velel sudetský Němec plk. SS Rudolf Pilfousek. Po odsunu Němců v letech 1945 a 1946 ze Slovenska nebyli za své zločiny nikdy obžalováni a souzeni.